# Жерядки
Жерядки — деревня в Ям-Тёсовском сельском поселении Лужского района Ленинградской области.

## История
ЖЕРЯТКИ — деревня при озере Фралевском Жерятинского сельского общества, прихода села Климентовского.
 
Крестьянских дворов — 36. Строений — 194, в том числе жилых — 38. 2 ветряных мельницы, питейный дом.

Число жителей по семейным спискам 1879 г.: 88 м. п., 94 ж. п.; по приходским сведениям 1879 г.: 81 м. п., 97 ж. п.

Сборник Центрального статистического комитета описывал её так:

ЖЕРЯТКА — деревня бывшая удельная при озере Фролевском, дворов — 36, жителей — 216; школа, лавка. (1885 год)

В конце XIX — начале XX века деревня административно относилась к Тёсовской волости 3-го земского участка 3-го стана Новгородского уезда Новгородской губернии.

ЖЕРЯТКИ — деревня Жеряткинского сельского общества, дворов — 43, жилых домов — 43, число жителей: 106 м. п., 116 ж. п. 

Занятия жителей — земледелие, выпас телят. Часовня, хлебозапасный магазин. (1907 год)

В начале XX века в деревне находился каменный крест на круглом камне и 2 сопки высотой 1½ сажени.

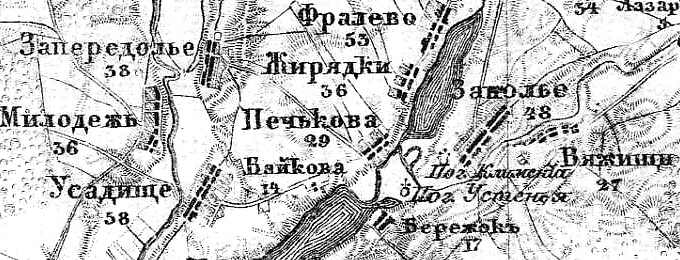
Деревня Жерядки на карте 1915 года

Согласно карте из «Исторического атласа Санкт-Петербургской Губернии» 1915 года деревня называлась Жирядки и насчитывала 36 крестьянских дворов.
С 1917 по 1927 год деревня Жерядки входила в состав Тёсовской волости Новгородского уезда Новгородской губернии.
С 1927 года, в составе Печковского сельсовета Оредежского района.
В 1928 году население деревни Жерядки составляло 179 человек.
По данным 1933 года деревня Жерядки входила в состав Печковского сельсовета Оредежского района.
C 1 августа 1941 года по 31 января 1944 года деревня находилась в оккупации.
С 1959 года, в составе Лужского района.
В 1965 году население деревни Жерядки составляло 66 человек.
По данным 1966 года деревня Жерядки также входила в состав Печковского сельсовета Лужского района.
По данным 1973 и 1990 годов деревня Жерядки входила в состав Приозёрного сельсовета.
В 1997 году в деревне Жерядки Приозёрной волости проживали 18 человек, в 2002 году — 19 человек (все русские).
В 2007 году в деревне Жерядки Ям-Тёсовского СП проживали 11 человек, в 2010 году — 15, в 2013 году — 7.

## География
Деревня расположена в восточной части района близ автодороги 41К-662 (Оредеж — Тёсово-4 — Чолово).
Расстояние до административного центра поселения — 8 км.
Расстояние до ближайшей железнодорожной станции Чолово — 16 км. 
Деревня находится на западном берегу Фролевского озера, разлива реки Рыденка.

## Демография
| 1879 | 1885 | 1909 | 1928 | 1965 | 1997 | 2007 |
| ---- | ---- | ---- | ---- | ---- | ---- | ---- |
| 182  | ↗216 | ↗222 | ↘179 | ↘66  | ↘18  | ↘11  |
| 2010 | 2013 | 2017 |      |      |      |      |
| ↗15  | ↘7   | ↘4   |      |      |      |      |

## Улицы
Центральная.